# Гамбалек, Ондрей
Ондрей Гамбалек (словац. Ondrej Hambálek; род. 13 сентября 1973, Братислава) — словацкий гребец, выступавший за сборные Чехословакии и Словакии по академической гребле в 1991—2003 годах. Победитель и призёр первенств национального значения, участник летних Олимпийских игр в Атланте.

## Биография
Ондрей Гамбалек родился 13 сентября 1973 года в Братиславе, Чехословакия. Проходил подготовку в местном гребном клубе «Славия».
Впервые заявил о себе в академической гребле на международном уровне в сезоне 1991 года, когда вошёл в состав чехословацкой национальной сборной и выступил на юниорском мировом первенстве в Баньолесе, где в зачёте парных четвёрок закрыл десятку сильнейших.
В 1993 году представлял Словакию на чемпионате мира в Рачице, занял в парных двойках десятое место.
В 1994 году на чемпионате мира в Индианаполисе вновь был десятым в парных двойках.
На чемпионате мира 1995 года в Тампере показал 12-й результат в той же дисциплине.
Благодаря череде удачных выступлений удостоился права защищать честь страны на летних Олимпийских играх 1996 года в Атланте. Вместе с напарником Яном Жишкой в программе парных двоек сумел квалифицироваться лишь в утешительный финал В и расположился в итоговом протоколе соревнований на 11-й строке.
После атлантской Олимпиады Гамбалек остался действующим спортсменом и продолжил принимать участие в крупнейших международных регатах. Так, в 1997 году он отметился выступлением на чемпионате мира в Эгбелете, где в парных двойках так же занял 11-е место.
В 2003 году неудачно выступил на этапе Кубка мира в Милане и на этом завершил спортивную карьеру.